# Sir Leonard
Sir Leonard es una localidad de la Provincia de Entre Ríos, Argentina. Se encuentra en el distrito Alcaraz 1° del departamento La Paz, 4 km al noroeste de la ruta nacional 127, entre las localidades de Bovril y Villa Alcaraz. Se desarrolló a partir de la estación de ferrocarril Apeadero Km 160, y fue fundada el 13 de marzo de 1933 con un plano de agrimensura de 50 manzanas distribuidas en 5 por 10 manzanas. Cuenta desde 1974 con una junta de gobierno de tercera categoría. La población de la localidad, es decir sin considerar el área rural, era de 281 personas en 2010, 245 personas en 2001 y de 192 2001. La población de la jurisdicción de la junta de gobierno era de 386 habitantes en 2001.
Es un área rural donde hay numerosos pequeños productores, los cuales se dedican principalmente a la horticultura, apicultura, ganadería (sobre todo ovina), avicultura y producción de alimentos artesanales, aunque sólo las 3 primeras actividades son rentables. Otras actividades son la extracción de leña y producción de carbón.
En la localidad se desarrolla anualmente la Fiesta del Agricultor. A la misma se han agregado fiestas como destreza criolla y el baile de la leyenda.
Los límites jurisdiccionales de la junta de gobierno fueron establecidos por decreto 1984/2002 MGJ del 21 de mayo de 2002.